# Simon Wells

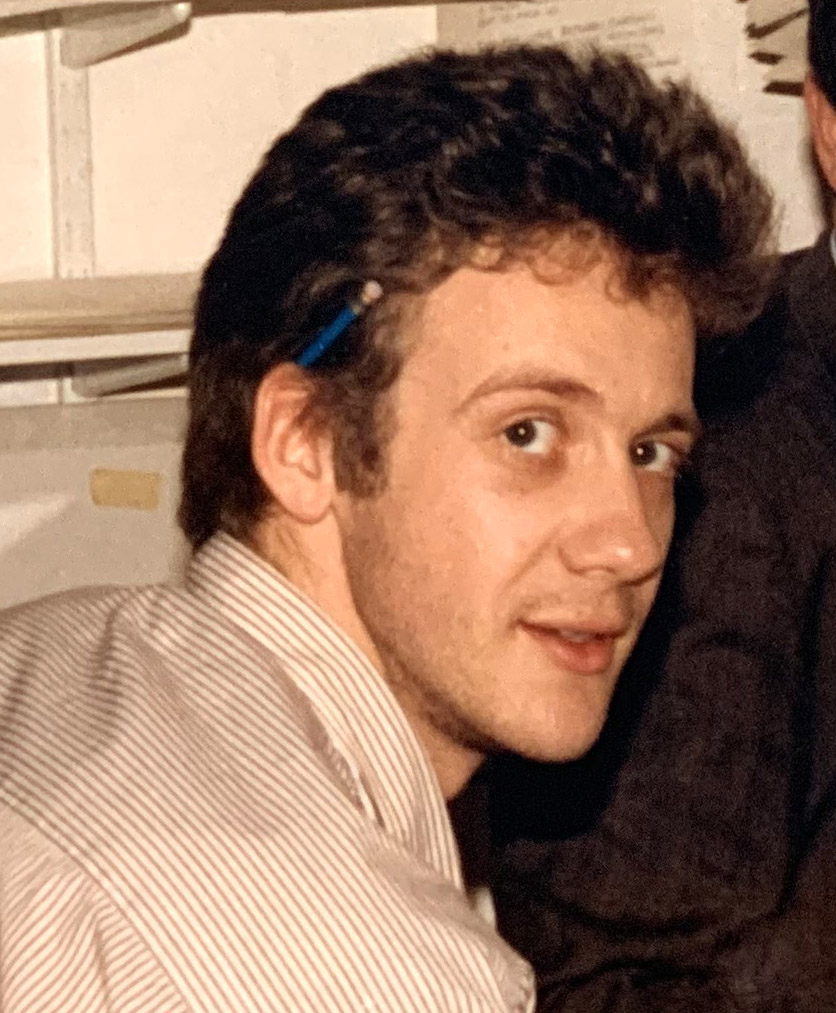
Simon Wells

Simon Wells (* 1961) ist ein britischer Regisseur und Urenkel des Schriftstellers H. G. Wells.

## Leben und Wirken
Wells tritt seit den späten 1980er Jahren vor allem als Storyboard-Künstler und als Animator in Erscheinung. Mit Feivel, der Mauswanderer im Wilden Westen gab er seine Regiedebüt, dem weitere Animationsfilme folgten. 2002 drehte er den Spielfilm The Time Machine, dessen Handlung relativ lose auf dem gleichnamigen Roman von H.G. Wells basiert.
Sein Film Milo und Mars (2010) gilt als größter Flop des Jahres 2011.

## Filmografie (Auswahl)
Regie
- 1991: Feivel, der Mauswanderer im Wilden Westen (An American Tail: Fievel Goes West)
- 1993: Vier Dinos in New York (We’re Back! A Dinosaur’s Story)
- 1995: Balto – Ein Hund mit dem Herzen eines Helden (Balto)
- 1998: Der Prinz von Ägypten (The Prince of Egypt)
- 2002: The Time Machine
- 2010: Milo und Mars (Mars needs Moms)

Drehbuch
- 2000: Chicken Run – Hennen rennen (Chicken Run)

## Bibliografie (Auswahl)
- mit Getty Images: Stones: 365 Days. Abrams, New York 2006.

## Auszeichnungen
Annie Awards:
- 1999: Nominiert für Der Prinz von Ägypten
- 2003: Nominiert für Spirit
- 2007: Nominiert für Flushed Away